# Expedient de regulació temporal d'ocupació
En la legislació espanyola, un expedient de regulació temporal d'ocupació (abreujat ERTO o ERO temporal) és un procediment mitjançant el qual una empresa mira d'obtenir autorització per a acomiadar treballadors, suspendre contractes de feina o reduir jornades laborals temporalment per a superar una situació excepcional que posa en risc la continuïtat de l'empresa.

## Especificacions
A Espanya, els ERTOs estan regulats per l'article 47 de l'estatut dels treballadors.
A diferència d'un expedient de regulació d'ocupació (ERO), que implica un acomiadament per sempre, en un ERTO el treballador surt de l'empresa només durant un temps limitat i hi torna passat aquest. L'ERTO es pot aplicar sense tenir en compte el nombre de treballadors que tingui l'empresa.
Mentre s'aplica l'ERTO, el treballador consumeix la seva prestació d'atur. El sou dels primers 180 dies passa a ser el 70%. Si perd la feina, els dies consumits per l'ERTO es descompten del període amb dret a cobrament. És habitual que les empreses negociïn un complement salarial que, tot i això, no acostuma a cobrir el 100% dels ingressos.

## Pandèmia per COVID-19 de 2020
Arran de la pandèmia per COVID-19 de 2020, el govern espanyol va aprovar el març de 2020 mesures urgents en previsió de les afectacions socioeconòmiques que es podrien produir. Entre elles, per al treballador la possibilitat de poder cobrar prestació d'atur sense un mínim de cotització prèvia i sense implicar-ne el consum durant el temps d'urgència de la pandèmia. Això va ser vàlid fins al 30 de setembre de 2020 i, com a excepció, també si es demanava prestació d'atur abans de l'1 de gener de 2022.

## Legislació aplicable
- Estatut dels treballadors